# Lockdown 2008
Lockdown 2008 è stata la quarta edizione del pay-per-view prodotto dalla Total Nonstop Action Wrestling (TNA). L'evento si è svolto il 13 aprile 2008 presso la Tsongas Arena di Lowell, nel Massachusetts.

## Risultati
| # | Risultati | Stipulazioni | Durata |
| - | --- | --- | ------ |
| 1 | Jay Lethal (c) ha sconfitto Consequences Creed, Curry Man, Johnny Devine, Shark Boy e Sonjay Dutt | Xscape match per il titolo TNA X Division Championship                                                                                       | 10:45  |
| 2 | Roxxi Laveaux ha sconfitto Angelina Love, Christy Hemme, Jackie Moore, Rhaka Khan, Salinas, Traci Brooks e Velvet Sky | Queen of the Cage match per determinare la Number One Contender al titolo TNA Women's Knockout Championship                                  | 05:30  |
| 3 | B.G. James ha sconfitto Kip James | Six Sides of Steel Cage match | 08:00  |
| 4 | Kaz e Super Eric hanno sconfitto Black Reign e Rellik, The Latin American Xchange (Hernandez e Homicide), The Motor City Machine Guns (Alex Shelley e Chris Sabin), Petey Williams e Scott Steiner, e The Rock 'n' Rave infection (Jimmy Rave e Lance Hoyt) (con Christy Hemme) | Six Team Cuffed in the Cage match | 10:45  |
| 5 | Gail Kim e ODB hanno sconfitto Awesome Kong e Raisha Saeed | Six Sides of Steel Tag Team Cage match | 08:30  |
| 6 | Booker T e Sharmell hanno sconfitto Robert Roode e Payton Banks | Six Sides of Steel Intergender tag team cage match                                                                                           | 07:45  |
| 7 | Team Cage (Christian, Matt Morgan, Kevin Nash, Rhino e Sting) ha sconfitto Team Tomko (Tomko, A.J. Styles, Team 3D (Brother Devon e Brother Ray) e James Storm) (con Jackie Moore)                                                                                              | Five-on-Five Lethal Lockdown match | 26:45  |
| 8 | Samoa Joe ha sconfitto Kurt Angle (c) | Six Sides of Steel Cage match per il titolo TNA World Heavyweight Championship. Se Joe avesse perso si sarebbe dovuto ritirare dal wrestling | 17:45  |
|   | (c) è riferito al campione in carica al momento dell'inizio del match. | |        |

### Xscape match
Ordine di eliminazione dell'Xscape match per il titolo TNA X Division Championship riportato alla prima voce della tabella soprastante.
| Ordine di eliminazione | Eliminato          | Eliminato da       | Tempo |
| ---------------------- | ------------------ | ------------------ | ----- |
| 1°                     | Sonjay Dutt        | Johnny Devine      | 02:50 |
| 2°                     | Shark Boy          | Consequences Creed | 04:30 |
| 3°                     | Consequences Creed | Curry Man          | 07:15 |
| 4°                     | Curry Man          | Johnny Devine      | 08:40 |
| Perdente               | Johnny Devine      |                    | 10:40 |
| Vincitore              | Jay Lethal         |                    | 10:40 |

### Cuffed in the Cage
Ordine di eliminazione del Cuffed in the Cage match riportato alla quarta voce della tabella soprastante.
| Ordine di eliminazione | Eliminato                       | Eliminato da                            |
| ---------------------- | ------------------------------- | --------------------------------------- |
| 1°                     | Scott Steiner                   | Black Reign, Rellik, Kaz and Lance Hoyt |
| 2°                     | Alex Shelley                    | Petey Williams                          |
| 3°                     | Chris Sabin                     | Kaz                                     |
| 4°                     | Petey Williams                  | Black Reign and Rellik                  |
| 5°                     | Hernandez                       | Black Reign                             |
| 6°                     | Homicide                        | Rellik                                  |
| 7°                     | Kaz                             | Black Reign and Rellik                  |
| 8°                     | Jimmy Rave                      | Super Eric                              |
| 9°                     | Lance Hoyt                      | Super Eric                              |
| 10°                    | Rellik                          | Super Eric                              |
| 11°                    | Black Reign                     | Super Eric                              |
| Vincitore              | Eric Young/Super Eric (con Kaz) |                                         |

### Lethal Lockdown
Ordine di entrata nel Lethal Lockdown match riportato alla settima voce della tabella soprastante.
| Ordine di entrata | Lottatore      | Team       | Tempo |
| ----------------- | -------------- | ---------- | ----- |
| 1°                | Christian Cage | Team Cage  | 00:00 |
| 2*                | A.J. Styles    | Team Tomko | 00:00 |
| 3°                | Brother Ray    | Team Tomko | 05:00 |
| 4°                | Rhyno          | Team Cage  | 07:00 |
| 5°                | James Storm    | Team Tomko | 09:00 |
| 6°                | Kevin Nash     | Team Cage  | 11:00 |
| 7°                | Brother Devon  | Team Tomko | 13:00 |
| 8°                | Matt Morgan    | Team Cage  | 15:00 |
| 9°                | Tomko          | Team Tomko | 17:00 |
| 10°               | Sting          | Team Cage  | 19:00 |